# Années 1160
Les années 1160 couvrent la période de 1160 à 1169.

## Évènements
- 1159-1177  : schisme pontifical provoqué par l'élection de deux papes, Alexandre III et Victor IV. Lutte du sacerdoce et de l'Empire[1]. Frédéric Barberousse rase Milan (1162) et intervient plusieurs fois en Italie. Le pape Alexandre III, chassé de Rome, prend la tête de la Ligue Lombarde (1167)[2].
- Vers 1160 : renouveau shivaïte en Inde du Sud (Karnataka) sous la forme de la secte des Lingāyat ou Virašaiva, dont l’un des promoteurs est Basava (1134-1196)[3].
- 1162-1182 : le danevirke est renforcé par un mur de briques par le roi de Danemark Valdemar[4].
- 1163, 1164, 1167, 1168, 1169 : vaines tentatives d'invasion de l'Égypte par Amaury de Jérusalem. Fin du califat fatimide et instauration de la dynastie ayyubide par Saladin (1171)[5].

- 1163 : début de la construction de la cathédrale Notre-Dame de Paris[6].
- 1163-1166 : campagnes victorieuses  de Manuel Ier Comnène contre la Hongrie à la faveur des luttes de successions[7].
- 1164 : constitutions de Clarendon. Brouille entre Thomas Becket et Henri II d'Angleterre[8].
- 1165-1173 : voyages du séfarade Benjamin de Tudèle, auteur d’un Livre de voyages, une des plus importantes sources de renseignements de la seconde moitié du XIIe siècle. Il quitte le nord de l’Espagne vers 1160 pour la Provence, Gênes, Rome, le sud de l’Italie, la Grèce, Constantinople, Antioche, Sidon, Tyr, Jérusalem, Tibériade, Damas et Bagdad où il est reçu à la cour du calife. Il visite les académies talmudiques de Babylonie, traverse la Mésopotamie et la Perse avant de retourner en Espagne par Le Caire et Alexandrie[9]. Il est le premier occidental à mentionner le Tibet « dont les forêts abritent cette bête qui fournit le musc »[10].

- 1166-1169 : échec des négociations entre Constantinople et le pape pour l’union des deux Églises[11].
- Vers 1167-1170 : Placentin, célèbre juriste de Bologne, fonde à Montpellier une école de droit[12].

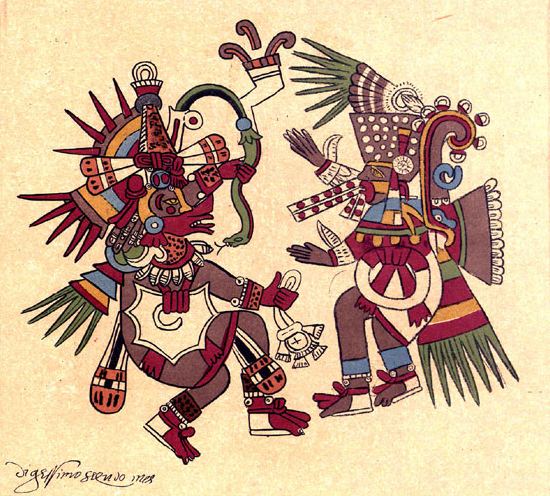
Affrontement mythique entre Quetzalcóatl, le serpent à plume Toltèque et le dieu de la guerre Tezcatlipoca. Topiltzin, chef du culte de Quetzalcóatl, est banni. Il part en bateau avec ses sectateurs, peut-être pour ranimer le centre culturel de Chichén Itzá. Les sectateurs de Tezcatlipoca accordent une importance considérable aux sacrifices humains.

- Vers 1168 : migration des Aztèques (ou Mexica), du pays d'Aztlan vers Chicomoztoc puis le Mexique (Anahuac)[13]. Derniers arrivés de la vague d’immigration nahua, ils sont contraints d’occuper la région marécageuse située sur la rive ouest du lac Texcoco. Entourés de voisins puissants qui les rançonnent, leur seul espace de terre sèche est une petite île entourée de marécages. Peu nombreux, ils se mêlent aux Toltèques dont ils adoptent la civilisation après quelques violences. Ils seront lents à réaliser l’unité des différents clans qui s’opposent en luttes constante[14].
- 1169 : le sac de Kiev par André Bogolioubski, prince de Souzdal, confirme le  déclin de la Rus' de Kiev[15].

- Selon le chroniqueur Hermold, Albert l'Ours, margrave de Brandebourg, envoie des émissaires à Utrecht, dans les pays rhénans voisins ainsi qu’en Hollande, Zélande et Flandre pour recruter des colons qu’il installe dans les villes et les places fortes des Slaves. Des colons hollandais occupent les rives méridionales de l'Elbe[16].

## Personnages significatifs

### Culture et religion
- Averroès
- Benoît de Sainte-Maure
- Guillaume de Tyr
- Moïse Maïmonide
- Thomas Becket

### Politique
- Abu Yaqub Yusuf
- Alexandre III (pape)
- Aliénor d'Aquitaine
- Alphonse II d'Aragon
- Amaury de Jérusalem
- André Ier Bogolioubski
- Boleslas IV de Pologne
- Charles VII de Suède
- Diarmait MacMurrough
- Dirgham
- Étienne III de Hongrie
- Frédéric Barberousse
- Guillaume Ier d'Écosse
- Guillaume Ier de Sicile
- Guillaume II de Sicile
- Henri II d'Angleterre
- Henri XII de Bavière
- Kılıç Arslan II
- Louis VII de France
- Manuel Comnène
- Mathilde l'Emperesse
- Magnus V de Norvège
- Mieszko I Jambes Mêlées
- Nur ad-Din
- Saladin
- Stefan Nemanja
- Shawar
- Shirkuh
- Ruaidri O'Connor
- Taira no Kiyomori
- Valdemar Ier de Danemark